# Snowboard-Weltcup im Montafon
2Der Snowboard-Weltcup im Montafon gehört zum Snowboard-Weltcup. Er wird seit der Saison 2012/13 in der Region Montafon in Vorarlberg (Österreich) ausgetragen.
Er wird vom Internationalen Skiverband (FIS) und vom Österreichischen Skiverband (ÖSV) mit seiner Gesellschaft der Austria Ski Veranstaltungs GmbH (ASVG) veranstaltet. Die wichtigen Partner für den Weltcup sind Silvretta Montafon und Montafon Tourismus. Das Organisationskomitee besteht aus dem Präsidenten Peter Marko und  dem Generalsekretär Christian Speckle. Die Snowboardcrossstrecke ist 980 m lang, die Parallelslalomstrecke ist 280 m lang. Die Wettbewerbe werden am Hochjoch in Schruns im Skigebiet Silvretta Montafon ausgetragen.

## Geschichte
In der Saison 2010/11 wurde der Snowboardcross-Weltcup einmalig in Lech am Arlberg ausgetragen. Danach suchte man eine Region in Vorarlberg nach einem geeigneten Ort, um den Snowboardcross optimal zu präsentieren. So wurde das Montafon als geeignet gefunden. Der erste Snowboardcross-Weltcup fand im Dezember 2012 statt. Im Dezember 2014 musste der Snowboardcross wegen zu hoher Temperaturen abgesagt werden. Stattdessen wurde ein Parallelslalom und ein Mixed-Teamwettbewerb veranstaltet.
2022 musste der für den 19. und 20. Dezember geplante Weltcup im Snowboardcross wegen Schneemangel abgesagt werden.

## Ergebnisse

### Damen
| Auflage | Saison  | Disziplin           | Sieger                                                           | Zweiter                                                          | Dritter                                                          |
| ------- | ------- | ------------------- | ---------------------------------------------------------------- | ---------------------------------------------------------------- | ---------------------------------------------------------------- |
| 01      | 2012/13 | Snowboardcross      | Dominique Maltais                                                | Raffaella Brutto                                                 | Belle Brockhoff                                                  |
| 01      | 2012/13 | Snowboardcross Team | Österreich ISusanne Moll Maria Ramberger                         | Vereinigte Staaten IJacqueline Hernandez Karen Kobayashi         | Frankreich INelly Moenne-Loccoz Chloé Trespeuch                  |
| 02      | 2013/14 | Snowboardcross      | Eva Samková                                                      | Dominique Maltais                                                | Helene Olafsen                                                   |
| 02      | 2013/14 | Snowboardcross Team | Italien IRaffaella Brutto Michela Moioli                         | Kanada ICarle Brenneman Zoe Bergermann                           | Frankreich IChloé Trespeuch Nelly Moenne-Loccoz                  |
| 03      | 2014/15 | Snowboardcross      | Wegen zu hohen Temperaturen musste der Wettkampf abgesagt werden | Wegen zu hohen Temperaturen musste der Wettkampf abgesagt werden | Wegen zu hohen Temperaturen musste der Wettkampf abgesagt werden |
| 03      | 2014/15 | Snowboardcross Team | Wegen zu hohen Temperaturen musste der Wettkampf abgesagt werden | Wegen zu hohen Temperaturen musste der Wettkampf abgesagt werden | Wegen zu hohen Temperaturen musste der Wettkampf abgesagt werden |
| 03      | 2014/15 | Parallelslalom      | Sabine Schöffmann                                                | Amelie Kober                                                     | Aljona Sawarsina                                                 |
| 04      | 2015/16 | Snowboardcross      | Nelly Moenne-Loccoz                                              | Lindsey Jacobellis                                               | Marija Wassilzowa                                                |
| 04      | 2015/16 | Snowboardcross Team | Frankreich IChloé Trespeuch Nelly Moenne-Loccoz                  | Vereinigte Staaten ILindsey Jacobellis Faye Gulini               | Schweiz ISimona Meiler Alexandra Hasler                          |
| 05      | 2016/17 | Snowboardcross      | Belle Brockhoff                                                  | Chloé Trespeuch                                                  | Lindsey Jacobellis                                               |
| 05      | 2016/17 | Snowboardcross Team | Frankreich IChloé Trespeuch Nelly Moenne-Loccoz                  | Italien IRaffaella Brutto Michela Moioli                         | Frankreich IIManon Petit Charlotte Bankes                        |
| 06      | 2017/18 | Snowboardcross      | Michela Moioli                                                   | Faye Gulini                                                      | Nelly Moenne-Loccoz                                              |
| 06      | 2017/18 | Snowboardcross Team | Frankreich I Chloé Trespeuch Nelly Moenne-Loccoz                 | Kanada I Meryeta Odine Zoe Bergermann                            | Russland I Kristina Paul Marija Wassilzowa                       |
| 07      | 2018/19 | Snowboardcross      | Wegen zu hohen Temperaturen musste der Wettkampf abgesagt werden | Wegen zu hohen Temperaturen musste der Wettkampf abgesagt werden | Wegen zu hohen Temperaturen musste der Wettkampf abgesagt werden |
| 07      | 2018/19 | Snowboardcross Team | Wegen zu hohen Temperaturen musste der Wettkampf abgesagt werden | Wegen zu hohen Temperaturen musste der Wettkampf abgesagt werden | Wegen zu hohen Temperaturen musste der Wettkampf abgesagt werden |
| 08      | 2019/20 | Snowboardcross      | Eva Samkova                                                      | Michela Moioli                                                   | Belle Brockhoff                                                  |
| 09      | 2020/21 | Snowboardcross      | Wegen zu hohen Temperaturen musste der Wettkampf abgesagt werden | Wegen zu hohen Temperaturen musste der Wettkampf abgesagt werden | Wegen zu hohen Temperaturen musste der Wettkampf abgesagt werden |
| 10      | 2021/22 | Snowboardcross      | Charlotte Bankes                                                 | Belle Brockhoff                                                  | Chloé Trespeuch                                                  |
| 11      | 2022/23 | Snowboardcross      | Wegen zu hohen Temperaturen musste der Wettkampf abgesagt werden | Wegen zu hohen Temperaturen musste der Wettkampf abgesagt werden | Wegen zu hohen Temperaturen musste der Wettkampf abgesagt werden |
| 12      | 2023/24 | Snowboardcross      | Michela Moioli                                                   | Charlotte Bankes                                                 | Josie Baff                                                       |
| 12      | 2023/24 | Snowboardcross      | Chloé Trespeuch                                                  | Lindsey Jacobellis                                               | Josie Baff                                                       |
| 13      | 2024/25 | Snowboardcross      | Léa Casta                                                        | Julia Pereira de Sousa Mabileau                                  | Charlotte Bankes                                                 |

### Männer
| Auflage | Saison  | Disziplin           | Sieger                                                           | Zweiter                                                          | Dritter                                                          |
| ------- | ------- | ------------------- | ---------------------------------------------------------------- | ---------------------------------------------------------------- | ---------------------------------------------------------------- |
| 01      | 2012/13 | Snowboardcross      | Omar Visintin                                                    | Markus Schairer                                                  | Nick Baumgartner                                                 |
| 01      | 2012/13 | Snowboardcross Team | Vereinigte Staaten II Hagen Kearney Nate Holland                 | Vereinigte Staaten IJonathan Cheever Nick Baumgartner            | Italien ILuca Matteotti Omar Visintin                            |
| 02      | 2013/14 | Snowboardcross      | Markus Schairer                                                  | Omar Visintin                                                    | Kevin Hill                                                       |
| 02      | 2013/14 | Snowboardcross Team | Italien IILuca Matteotti Michele Godino                          | Deutschland IKonstantin Schad Paul Berg                          | Norwegen IChristian Ruud Myhre Stian Sivertzen                   |
| 03      | 2014/15 | Snowboardcross      | Wegen zu hohen Temperaturen musste der Wettkampf abgesagt werden | Wegen zu hohen Temperaturen musste der Wettkampf abgesagt werden | Wegen zu hohen Temperaturen musste der Wettkampf abgesagt werden |
| 03      | 2014/15 | Snowboardcross Team | Wegen zu hohen Temperaturen musste der Wettkampf abgesagt werden | Wegen zu hohen Temperaturen musste der Wettkampf abgesagt werden | Wegen zu hohen Temperaturen musste der Wettkampf abgesagt werden |
| 03      | 2014/15 | Parallelslalom      | Roland Fischnaller                                               | Žan Košir                                                        | Mirko Felicetti                                                  |
| 04      | 2015/16 | Snowboardcross      | Alessandro Hämmerle                                              | Markus Schairer                                                  | Nikolai Oljunin                                                  |
| 04      | 2015/16 | Snowboardcross Team | Frankreich IPierre Vaultier Tony Ramoin                          | Italien IFabio Cordi Luca Matteotti                              | Österreich IAlessandro Hämmerle Markus Schairer                  |
| 05      | 2016/17 | Snowboardcross      | Hagen Kearney                                                    | Omar Visintin                                                    | Alex Pullin                                                      |
| 05      | 2016/17 | Snowboardcross Team | Spanien I                                                        | Italien IOmar Visintin Emanuel Perathoner                        | Vereinigte Staaten IIAlex Deibold Nick Baumgartner               |
| 06      | 2017/18 | Snowboardcross      | Jarryd Hughes                                                    | Alessandro Hämmerle                                              | Markus Schairer                                                  |
| 06      | 2017/18 | Snowboardcross Team | Spanien I Regino Hernández Lucas Eguibar                         | Österreich I Alessandro Hämmerle Markus Schairer                 | Frankreich I Merlin Surget Pierre Vaultier                       |
| 07      | 2018/19 | Snowboardcross      | Wegen zu hohen Temperaturen musste der Wettkampf abgesagt werden | Wegen zu hohen Temperaturen musste der Wettkampf abgesagt werden | Wegen zu hohen Temperaturen musste der Wettkampf abgesagt werden |
| 07      | 2018/19 | Snowboardcross Team | Wegen zu hohen Temperaturen musste der Wettkampf abgesagt werden | Wegen zu hohen Temperaturen musste der Wettkampf abgesagt werden | Wegen zu hohen Temperaturen musste der Wettkampf abgesagt werden |
| 08      | 2019/20 | Snowboardcross      | Alessandro Hämmerle                                              | Cameron Bolton                                                   | Omar Visintin                                                    |
| 09      | 2020/21 | Snowboardcross      | Wegen zu hohen Temperaturen musste der Wettkampf abgesagt werden | Wegen zu hohen Temperaturen musste der Wettkampf abgesagt werden | Wegen zu hohen Temperaturen musste der Wettkampf abgesagt werden |
| 10      | 2021/22 | Snowboardcross      | Alessandro Hämmerle                                              | Nick Baumgartner                                                 | Umito Kirchwehm                                                  |
| 11      | 2022/23 | Snowboardcross      | Wegen zu hohen Temperaturen musste der Wettkampf abgesagt werden | Wegen zu hohen Temperaturen musste der Wettkampf abgesagt werden | Wegen zu hohen Temperaturen musste der Wettkampf abgesagt werden |
| 12      | 2023/24 | Snowboardcross      | Alessandro Hämmerle                                              | Léo Le Blé Jaques                                                | Julian Lüftner                                                   |
| 12      | 2023/24 | Snowboardcross      | Alessandro Hämmerle                                              | Jakob Dusek                                                      | Merlin Surget                                                    |
| 13      | 2024/25 | Snowboardcross      | Loan Bozzolo                                                     | Adam Lambert                                                     | Aïdan Chollet                                                    |

### Mixed
| Auflage | Saison  | Disziplin                 | Sieger                                                     | Zweiter                                    | Dritter                                     |
| ------- | ------- | ------------------------- | ---------------------------------------------------------- | ------------------------------------------ | ------------------------------------------- |
| 01      | 2014/15 | Parallelslalom-Mixed      | Italien IRoland Fischnaller Nadya Ochner                   | Russland IIAndrei Sobolew Natalja Sobolewa | Japan ITomoka Takeuchi Masaki Shiba         |
| 02      | 2021/22 | Snowboardcross Mixed-Team | Italien ILorenzo Sommariva Michela Moioli                  | Tschechien IEva Samková Jan Kubičík        | Frankreich IQuentin Sodogas Chloé Trespeuch |
| 030     | 2024/25 | Snowboardcross Mixed-Team | Frankreich IIAïdan Chollet Julia Pereira de Sousa Mabileau | AustralienAdam Lambert Josie Baff          | Frankreich ILoan Bozzolo Léa Casta          |